# 1951 год в истории метрополитена
В этой статье перечисляются основные  события из истории метрополитенов в 1951 году. Полужирным шрифтом выделены открытия новых транспортных систем.

## События
- 9 сентября — на Зелёной линии Стокгольмского метрополитена открыты пять станций: «Глобен», «Енскеде горд», «Сокенплан», «Сведмюра», «Стуребю». В Стокгольмском метрополитене теперь 16 станций.

## Родились
- 21 октября — Дмитрий Владимирович Гаев — почётный железнодорожник, начальник ГУП «Московский метрополитен» с 1995 года, председатель Ассамблеи метрополитенов Международного союза общественного транспорта с 2002 года (ум. 2012).